# Усівка (Броварський район)
Усі́вка — село в Україні, в Броварському районі Київської області. Входить до складу Згурівської селищної громади.

## Географія
Розташоване за 10 км від центру громади смт Згурівка і за 100 км від міста Київ.

## Історія
Засновано село козаками-втікачами з Правобережної України на землях, що належали Басанській сотні Переяславського полку.
Бориспільська єпархія на своєму офіційному сайті подає відомості, що село Усівка засноване в 1644 році, але не вказує джерело. Ще гірше інформує офіційний сайт Згурівської районної державної адміністрації, який повідомляє, що село згадується у другій чверті XVII століття.
Подібне припущення про дату заснування Усівки вказано в дослідженні Ю.Г.Давидова розміщеного в книзі «Міста і села Київщини». Це означає, що історичні розвідки з приводу виникнення села Усівки ретельно не здійснювались, а більше подавалась його історія з XIX століття.
Давнє поселення в межах нинішнього села могло виникнути ще в часи Київської Русі. Адже в центрі села знаходиться острівець-городище, яке в свій час оточувала з усіх сторін вода. Такі острівці в Київській Русі мали назву Вісь. Місцеві жителі називають колишній острівець – городець. Його таємницю зможуть прояснити вчені-археологи. Відомо, що Биківська волость в литовсько-польську добу була охоплена селітряним виробництвом і
культурний шар Усівського городища міг бути піднятим і використаним у виробничих цілях. Більше того, поряд з Усівкою, на околицях села Софіївки, що засноване в 1838 році Аркадієм Кочубеєм, розташоване городище пізньої трипільської культури, назване вченими «софіївська культура». Отже в цих місцях життя вирувало з II віку до н.е. Не випадково поряд цих краєвидів постановою уряду ще в 1980 році оголошений Гідрологічний заказник загальнодержавного значення «Усівський-1» і «Усівський-2» , де проростають рідкісні дикоростучі рослини, що занесені в Червону книгу і в тому числі квіти родини орхідейних.
В одному з офіційних джерел – «Генеральній карті України» Гійома де Боплана Усівка позначена як село. Французький інженер над картою працював з 1630 до 1647 року і населені пункти, які виникали в цьому проміжку років, просто випадали з поля зору, а села, що пройшли свій історичний розвиток від хуторської до сільської культури і мали оборонне значення безперечно досліджувались військовим французьким картографом, запрошеним польським урядом для будівництва містечок-укріплень. То ж село Усівка в історичних джерелах згадане в 1630 році, але було засноване набагато раніше, адже в
той час уже існувала Биківська сотня реєстрового козацтва, що формувалась козаками населених пунктів Биківської гетьманської волості і брала участь в повстанні Косинського (1591-1593) на чолі з тодішним власником навколишніх земель боярином Юрієм Рожиновським.
Насправді село відносилось до Биківської гетьманської волості ще раніше, коли перший гетьман запорожців Євстафій Дашкевич в 1514 році на своїх Биковських землях заснував 9 козацьких сіл. Назви усіх заснованих поселень Євстафієм перераховані першоджерелом, але половина з них за чотири століття була перейменована. Безперечно, що вони були позначені на карті Боплана не з початковими назвами, а тими, які прижилися. Навіть в координатах села Козацького картограф наніс кружок населеного пункту, а ось його назву не відобразив. Назва села Усівка виникла
не випадково, бо козаки Усівського куреня носили довгі, пишні вуса. У 1637 році сотником Биковським був Федір (Фесько) Лутай, а уже в 1638 році його обирають кошовим отаманом Запорозького війська. І це не випадково, адже козаки осаджені в Биківській волості ще Євстафієм Дашковичем належали до гетьманського реєстру і, навіть, в Бикові на козацькій раді у 1662 році обрали гетьманом Війська Запорозького Якима Сомка. В середині 17 століття події розгортались таким чином, що колишні власники тікали до Польщі, а новими ставали особистості, що прислужувались гетьманській владі. Усівка довгенько не мала свого власника, аж поки переяславський полковник Степан Іванович Томара за відомі події 1708 року, пов'язаних з гетьманом Мазепою, отримав 14 листопада 1709 року в нагороду від імператора Петра I кілька сіл на Лівобережній Україні: Биків, Усівку, Петрівку, Красне, Козацьке, Вороньки і Веприк. Наступний співвласник Усівки місцевий козак Данилевський Юхим (нар. 1723) значковий товариш, з 1741 до 4 жовтня 1765 року військовий канцелярист головної військової канцелярії з 1766 року. Він був призначений секретарем головної військової канцелярії. У 1775 році удівець, бездітний, жив у с. Усівці Басанської сотні, де мав 21 підданого, як абшитований військовий товариш. Дружина Пилипенко Наталя Яківна (1738–1774), донька полкового переяславського осавула Якима Пилипенка (1734 – 1763). Потім Усівка стала власністю гетьмана Розумовського. Царським указом 10 листопада 1764 року було ліквідовано гетьманство і Розумовський отримав на чин генерал-фельдмаршала, пожиттєве жалування, а також м.Гадяч з навколишніми селами, Биківську гетьманську волость і палац у Батурині. В 1762 році він збудував у селі Усівка Олександро-Невську церкву.
Опис Київського намісництва 1781 року свідчить про те, що у селі Усівка проживали два представники дворянського роду, три різночинці, два представники духовенства, два церковники. На той час у селі було двісті п‘ятдесят вісім хат: вісімдесят чотири - виборних козаків, тридцять шість — козаків підпомічників, сто тридцять вісім — посполитих, різночинних, козацьких підсусідків і підсусідків владики. За даними Книги Київського намісництва 1787 року відомо, що Усівка належала казенним людям різних чинів, козакам і власникам графа Кирила Григоровича Розумовського, писарю земського й військового звання товариша Данилевського. За даними цієї книги у селі проживала 921 особа.
Щодо походження назви села, то тут є різні версії. За однією з них, назва «Усівка», походить від прізвища козака — Уса, який першим поселився тут і, нарешті колись тут, біля села, протікала повноводна річка з низькими заболоченими берегами, яка, розділялась своїм руслом на два рукави, нагадуючі пишні козацькі вуса.
В селі налічується п'ять кутків. Ще з тих часів на кутку Бондарі мешкали бондарі. Куток Мазурія славилася своїми хатами-мазанками, куток  Чаїновка мав назву від чайок, адже зовсім поряд знаходилася ріка Супій. Городок — куток, де був острів, який зусібіч оточувала вода і куток Рашівка - сонячний, адже в давнину словом РА називали сонце. Усі ці назви вживаються місцевими жителями і дотепер.
Село є на мапі 1800 року.
1859 - 178 дворів, 1152 жителя.
У селі постійно мешкали вільні люди. Вони займалися різними промислами: гуральництвом, млинарством, бондарством, хліборобством, тваринництвом, овочівництвом. Шкода тільки, що не всі могли здобути бодай початкову освіту. В Усівці була збудована церква Пресвятої Трійці, при якій функціонувала церковнопарафіяльна школа. Навчалося тут 23-30 дітей, які на той час мали змогу одягнутися і взутися. Спочатку дітей вчили священики, дяки, згодом — учителі. Навчали Закону Божого, читання, співу. Було створено церковний хор.
1912 - населення 2670 осіб.
З 1921 року село належало до Прилуцького повіту Полтавської губернії. Подальші зміни в селі пов'язані із ліквідацією дрібного селянського господарства, яку проводила комуністична партія Радянського союзу. Першу сільськогосподарську артіль у селі засновано в 1922 році.
З 21 вересня 1941 року по 21 вересня 1943 року село було окуповано німецькими загарбниками. Гітлерівці встановили жорсткий режим лютого терору і насильства. Багато жителів Усівки воювали на фронтах Другої Світової війни і переважна більшість їх не повернулася додому, віддавши своє життя в боротьбі з нацизмом. Кілька мешканців села гітлерівці вивезли на примусові роботи до Німеччини. Відступаючи, нацисти спалили школу. З 20 жовтня 1943 року, після радянської реокупації, навчання відновили. Вчителі за допомогою односельців збирали столи, звозили їх у кілька хат, де й навчалися діти.
З 1945 року школа стала семирічною. В серпні 1951 року її реорганізовано в середню, де на той час навчалося вже 383 учні. Працювало багато гуртків, зокрема «Юний Фізик», «Юний любитель літератури», «Юний Мічуринець», математичний, малювання, художньої самодіяльності, художнього читання, співочий, балетний, драматичний. З 1952 року школу очолював С. С. Куць.
У повоєнний період в Усівці було створено колгосп. Пізніше проводив свою виробничу діяльність радгосп «Усівський». Він спеціалізувався на вирощуванні картоплі, а згодом цукрового буряку і зернових. Було розвинене м'ясо-молочне виробництво. Зокрема в одному з приватних фермерських господарств виробляється сир типу камарбер з козячого молока, дуже смачний, але, на жаль, дороговартісний, далеко не всім покупцям по кишені.
05.02.1965 Указом Президії Верховної Ради Української РСР передано Усівську сільраду Яготинського району до складу Баришівського району.
Після Чорнобильської трагедії для переселенців було збудовано 120 будинків.
У 1986 році село передано Згурівському районі.
У 1990 році почалося будівництво нової школи, яку було відкрито 1 вересня 1992 року. Школа розрахована на 306 місць, у перший рік за парти сіли 234 учні. Школа знову набула статус середньої. Перший випуск відбувся 1994 року, випускниками були 5 учнів.
6 листопада 2007 року Предстоятель Української Православної Церкви (МП) митрополит Володимир освятив Свято-Духівський храм. Дерев'яна церква збудована за один рік. Має дзвіницю, також дерев'яну.
В 2020 році село передане Броварському району.
26 серпня 2022 року в процесі дерусифікації було перейменовано 4 вулиці: вул. Кошового на вул. Щаслива, вул. Першого Травня на вул. Перемоги, вул. Першотравнева на вул. Травнева та вул. Чкалова на вул. Козацька.

## Сьогодення села
На сьогодні переважну більшість земельних паїв орендує СТОВ «Урожай». Його основний напрям роботи — вирощування зернових культур і цукрового буряку. Збір ціх культур постійно збільшується. На 2012 рік директором СТОВ «Урожай» є Цвик В. В. У господарстві працює близько 80 осіб. СТОВ «Урожай» щорічно виділяє кошти на соціальний розвиток села. Так, 2004 року було виділено понад 60 тисяч гривень на газифікацію.
У селі функціонують будинок культури, бібліотека, фельдшерсько-акушерський пункт, магазини, загальноосвітня школа I—III ступенів. На сьогодні[коли?] в школі навчається 157 учнів, функціонує дошкільна група, в якій виховують 19 дітей. Вони є часткою учнівського колективу. Серед 17 вчителів дев'ятеро — випускники Усівської школи. Крім того, вдається залучати й молодих спеціалістів.
Усівка на сьогодні — це сучасне впорядковане село, що тоне у зелені садів. Тут живуть працьовиті, чуйні люди, справжні патріоти рідного краю. Вже більш ніж 10 років усівським сільським головою є Давидов Юрій Геннадійович.

## Цікаві об'єкти
На території Свято-Духівської дерев'яної церкви у вольєрі живуть павичі, а в декоративному ставку плавають золоті рибки. У ставок втікає міні-струмок, через який перекинуто красивий місток, а струмок починається з декоративного водоспаду.
Також у селі поруч з церквою побудований ресторан з гостьовими будиночками, на території комплексу багато українських народних скульптур, з дівчинкою з веслом включно, млин, дірявий віз, соняшники.

## Традиції
У жителів села є традиція ходити один до одного на таранчук

## Постаті
- Білокриницький Федір Дмитрович (1894 — ?) — український письменник, друкувався під псевдонімом «Біла Криниця».
- Тимченко Руслан Олегович (1984—2015) — солдат Збройних сил України, учасник війни на сході України.

## Галерея

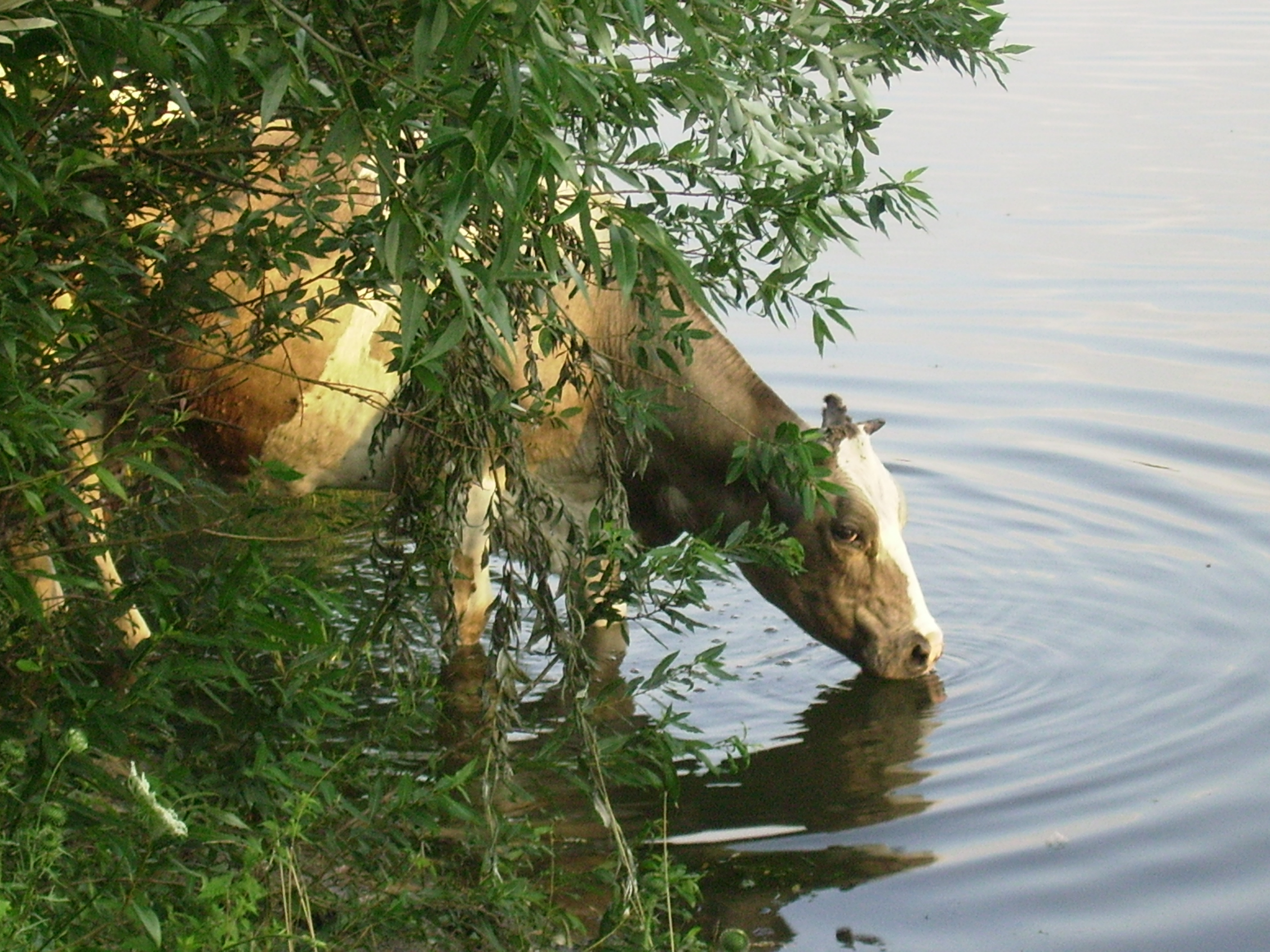
Корова в Усівці
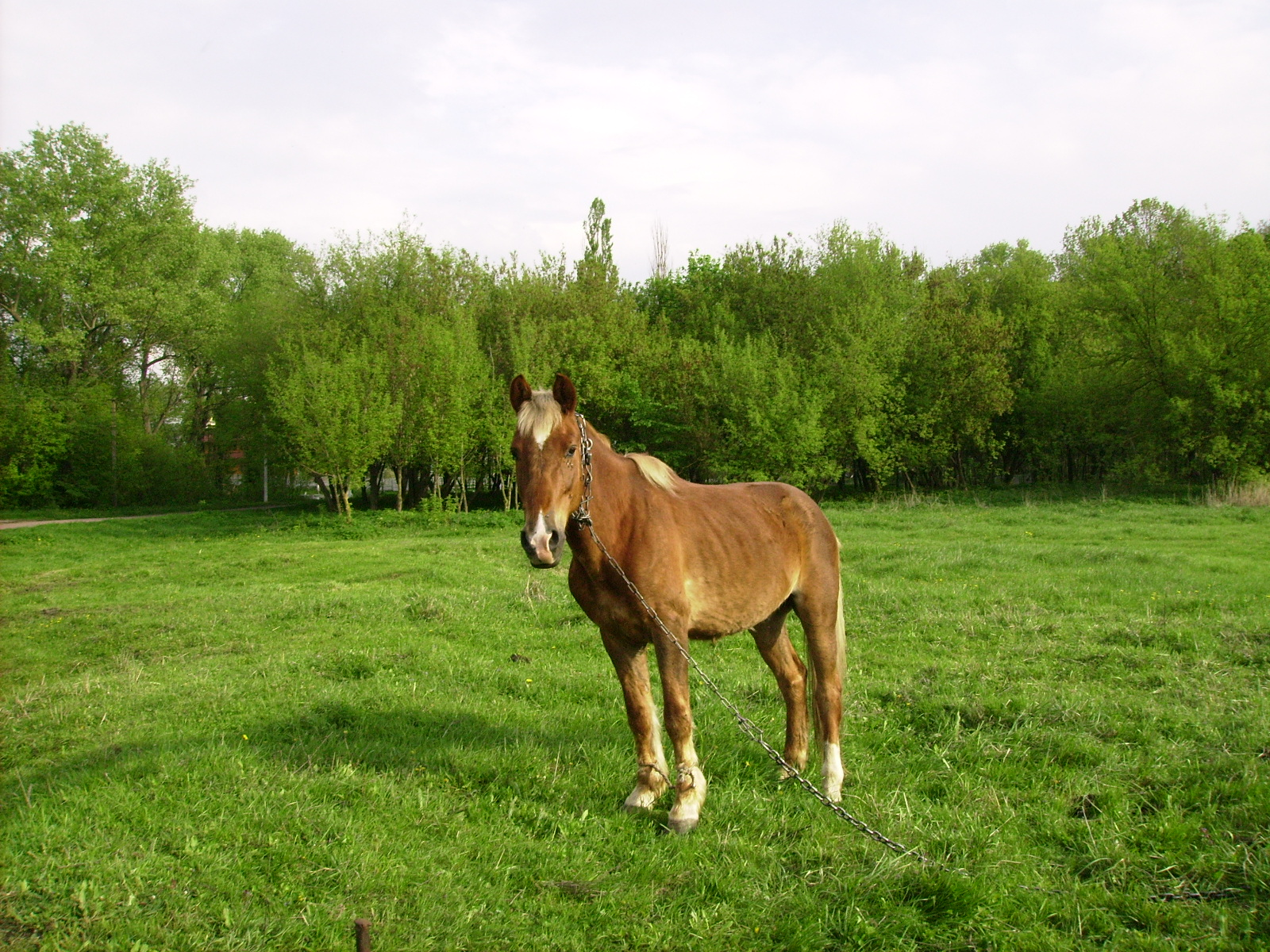
Кінь
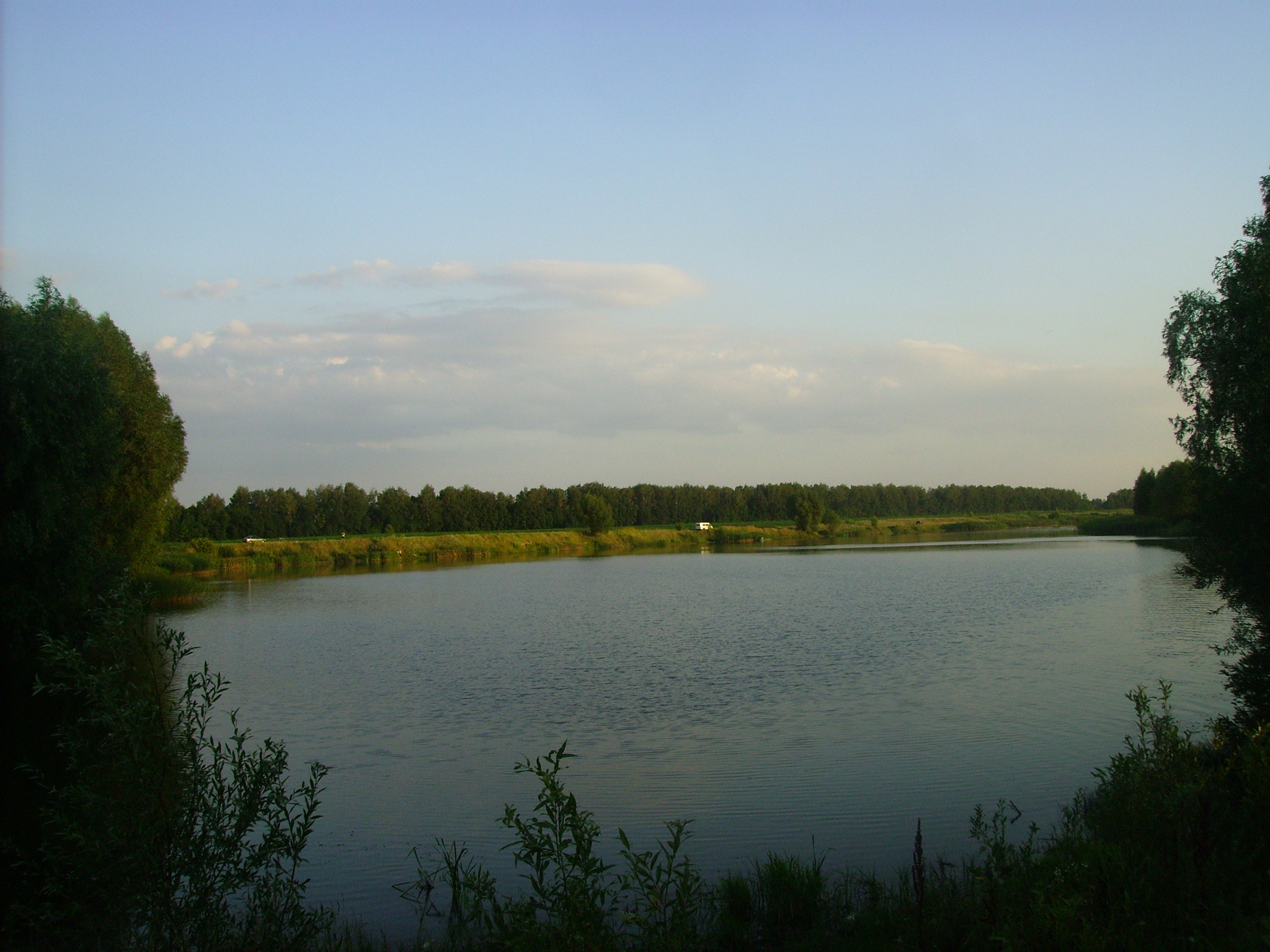
Озеро на околиці Усівки
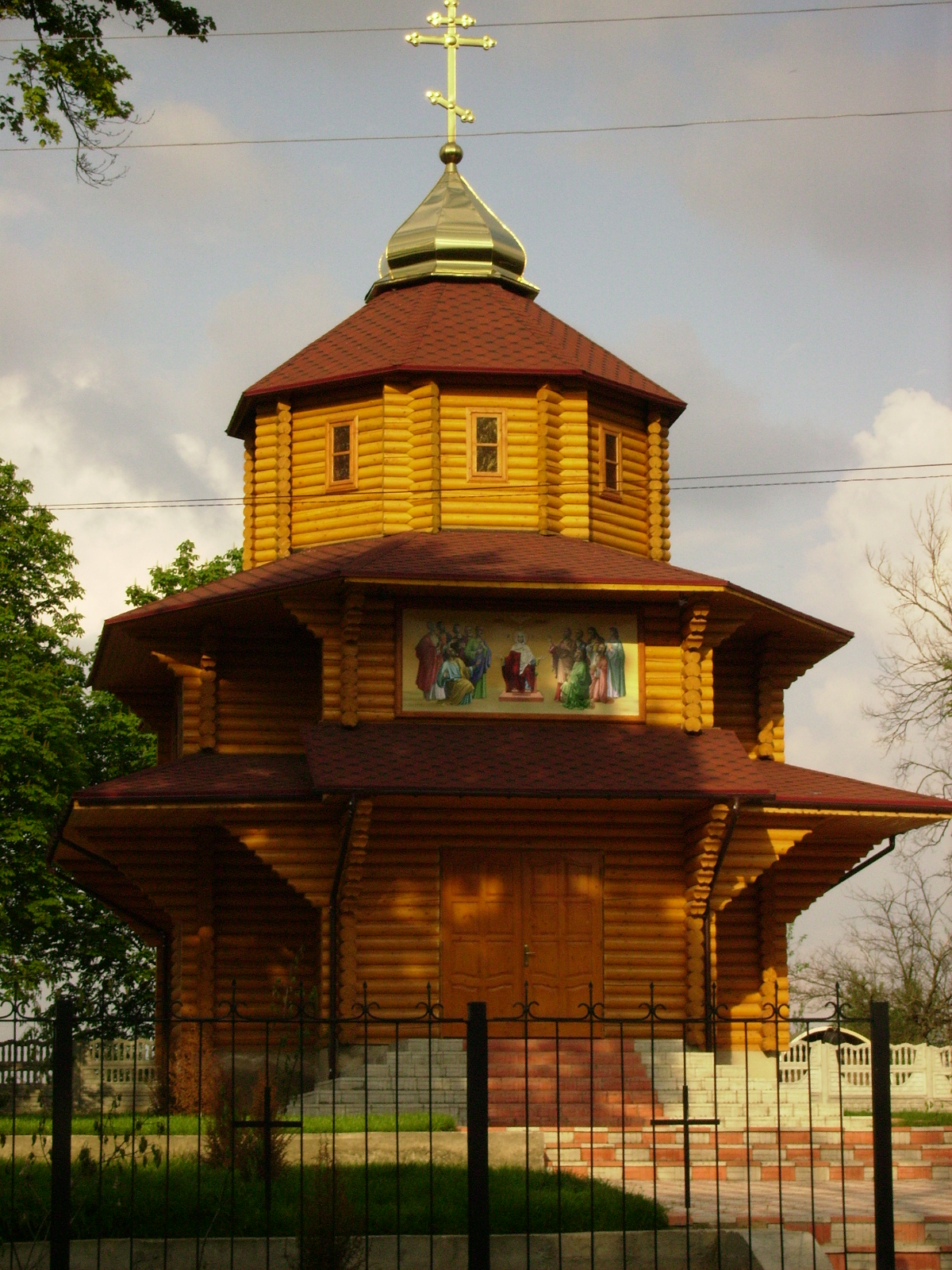
Свято-Духівська церква
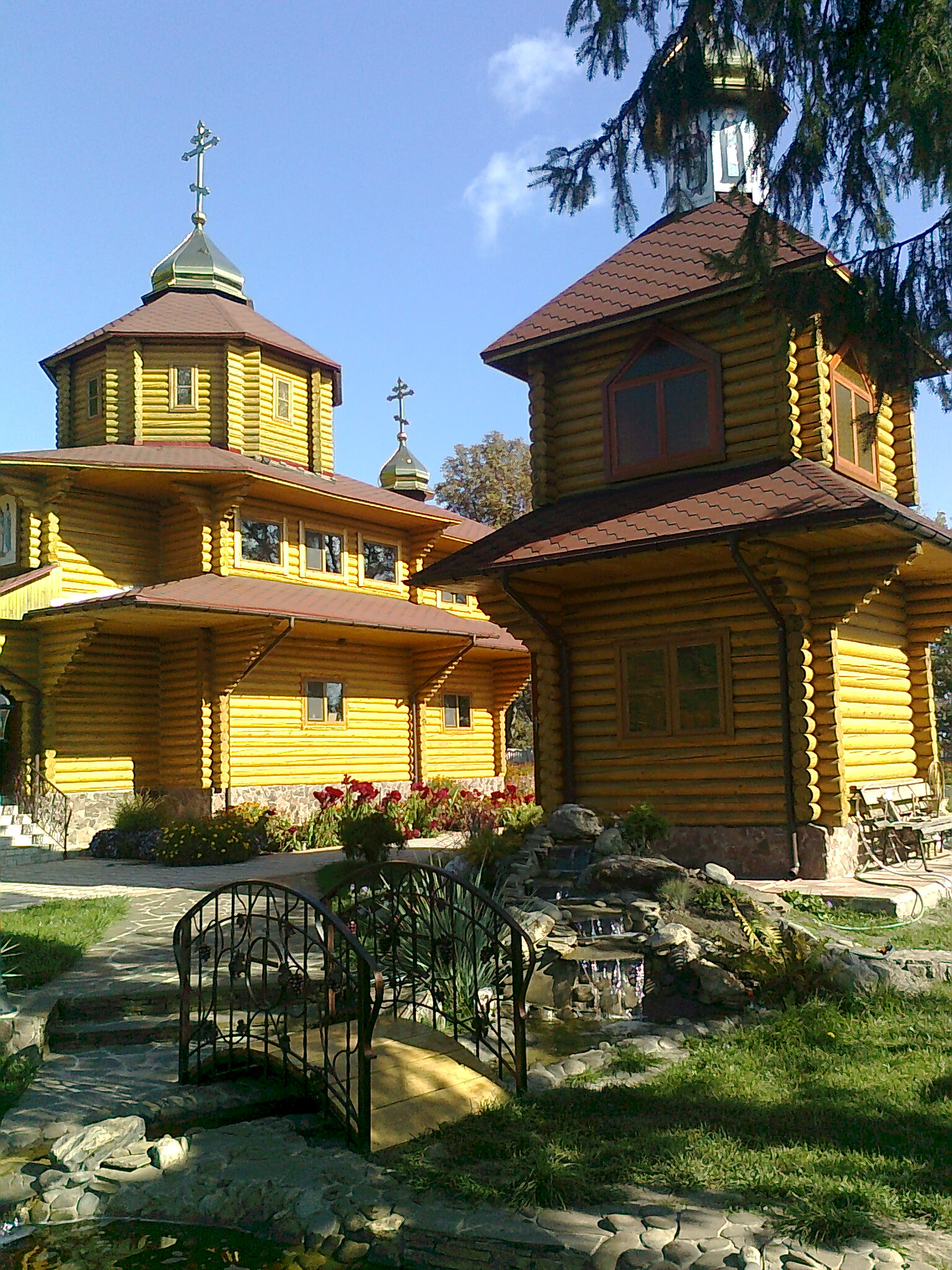
Церковний двір із дзвіницею
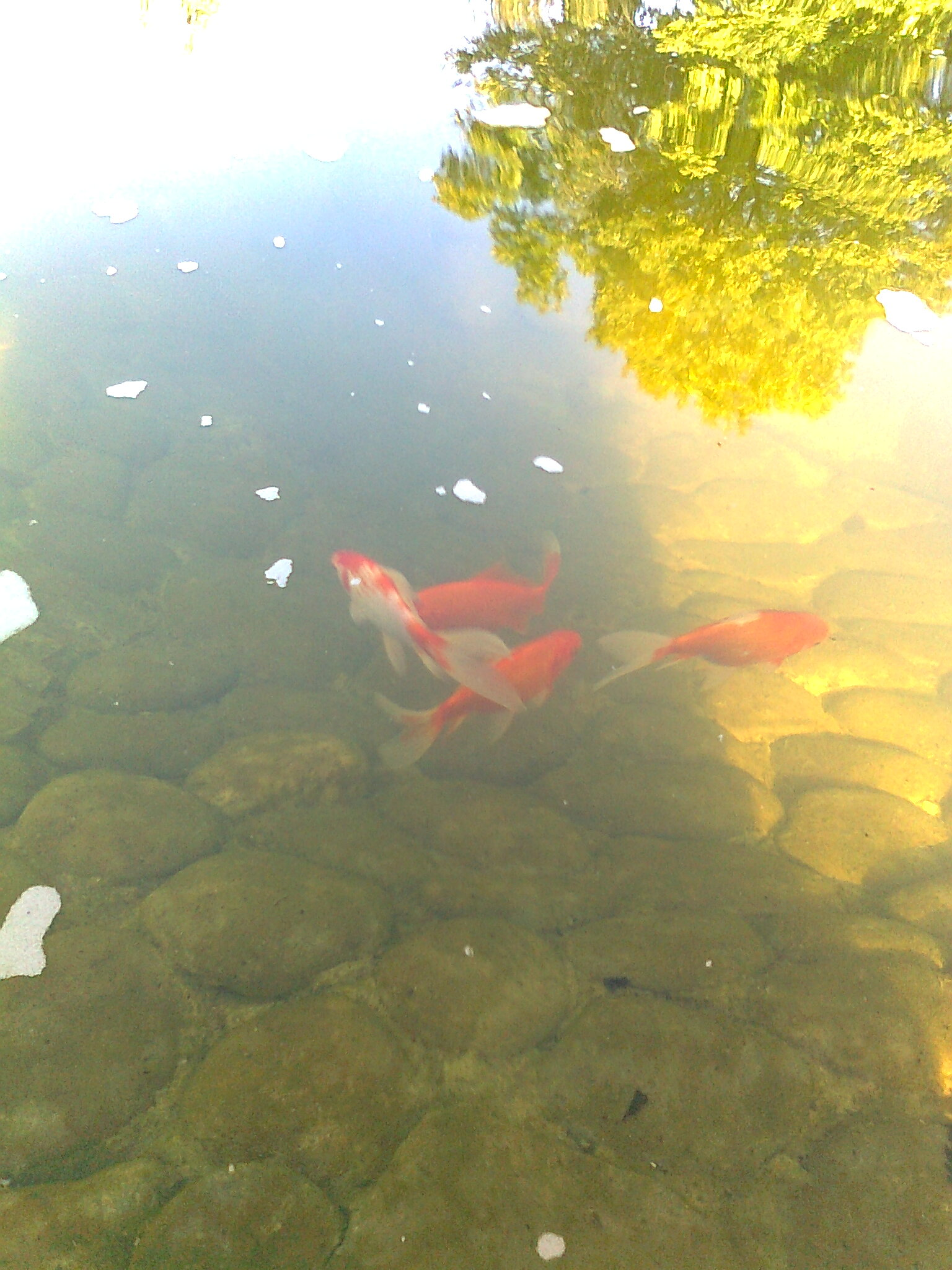
Золоті рибки у ставку біля церкви
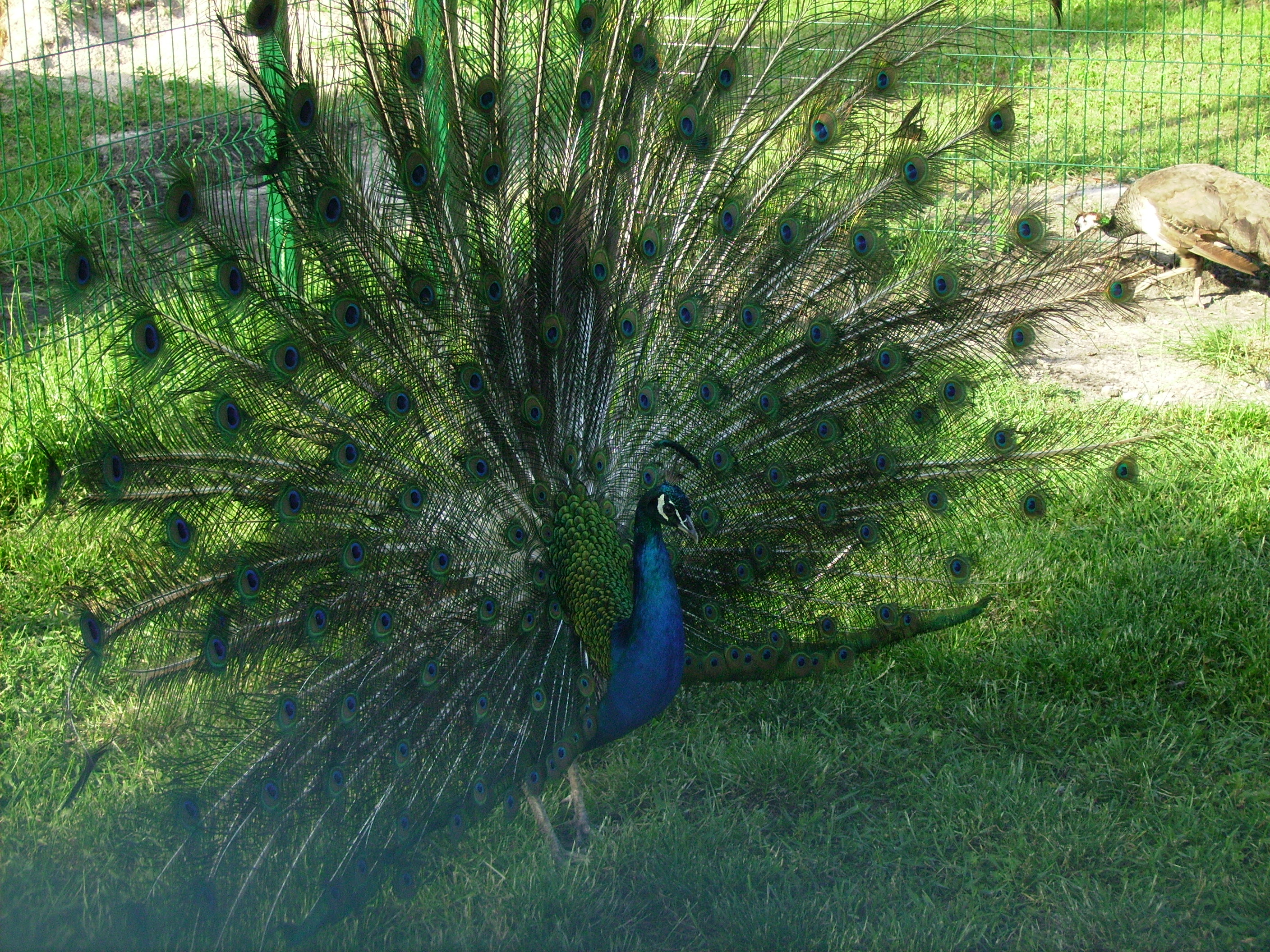
Павич